# Fimbriosthenelais longipinnis
Fimbriosthenelais longipinnis är en ringmaskart som först beskrevs av Grube 1870.  Fimbriosthenelais longipinnis ingår i släktet Fimbriosthenelais och familjen Sigalionidae. Inga underarter finns listade i Catalogue of Life.